# Região hidrográfica do Tocantins-Araguaia

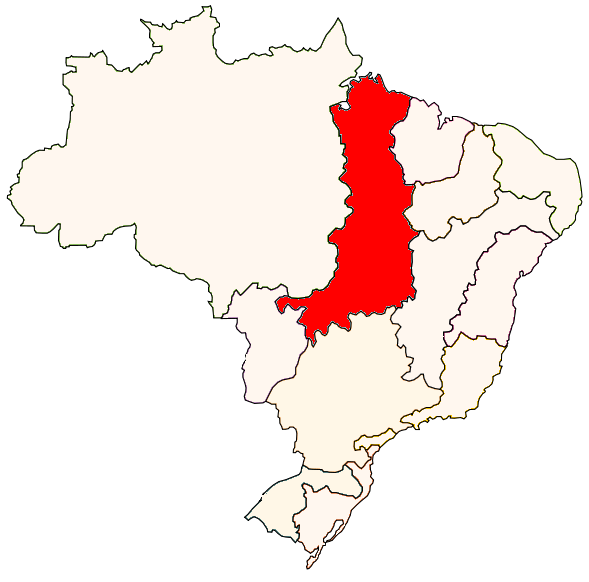
Região hidrográfica do Tocantins-Araguaia.

A região hidrográfica do Tocantins-Araguaia é uma das doze regiões hidrográficas do Brasil. Possui uma área de 967.059 km² (11.36% de todo território nacional) e abrange seis estados brasileiros: Goiás, Tocantins, Pará, Maranhão, Mato Grosso e Distrito Federal.